# Madonna di Costantinopoli (Mattia Preti)
La Madonna di Costantinopoli è un dipinto olio su tela (286,5×196 cm) di Mattia Preti eseguito nel 1656 circa e conservato presso il Museo nazionale di Capodimonte a Napoli.

## Storia e descrizione
Il dipinto è strettamente connesso all'epidemia di peste del 1656 che colpì la città di Napoli. Sul finire di quel periodo a Mattia Preti furono sottoposte diverse commesse atte a raffigurare Madonne e santi patroni della città quali ex-voto per aver liberato la città dall'evento. Tra queste, dove vi furono anche le prestigiose commesse che riguardarono gli affreschi per le porte della città, la prima sottoposta al pittore calabrese fu proprio la Madonna di Costantinopoli.
La tela fu eseguita per i cugini del Preti, i nobili originari anche loro di Taverna, Gian Tommaso e Marino Schipani, che collocarono l'opera nella chiesa di Sant'Agostino degli Scalzi, di fronte a dov'era già una cappella dedicata ad un antenato della loro famiglia. L'assenza di documenti comprovanti il pagamento del lavoro svolto lascia intendere che il dipinto fu donato agli Schipani dal Preti, forse a mo' di ringraziamento per averlo ospitato durante il suo soggiorno a Napoli.

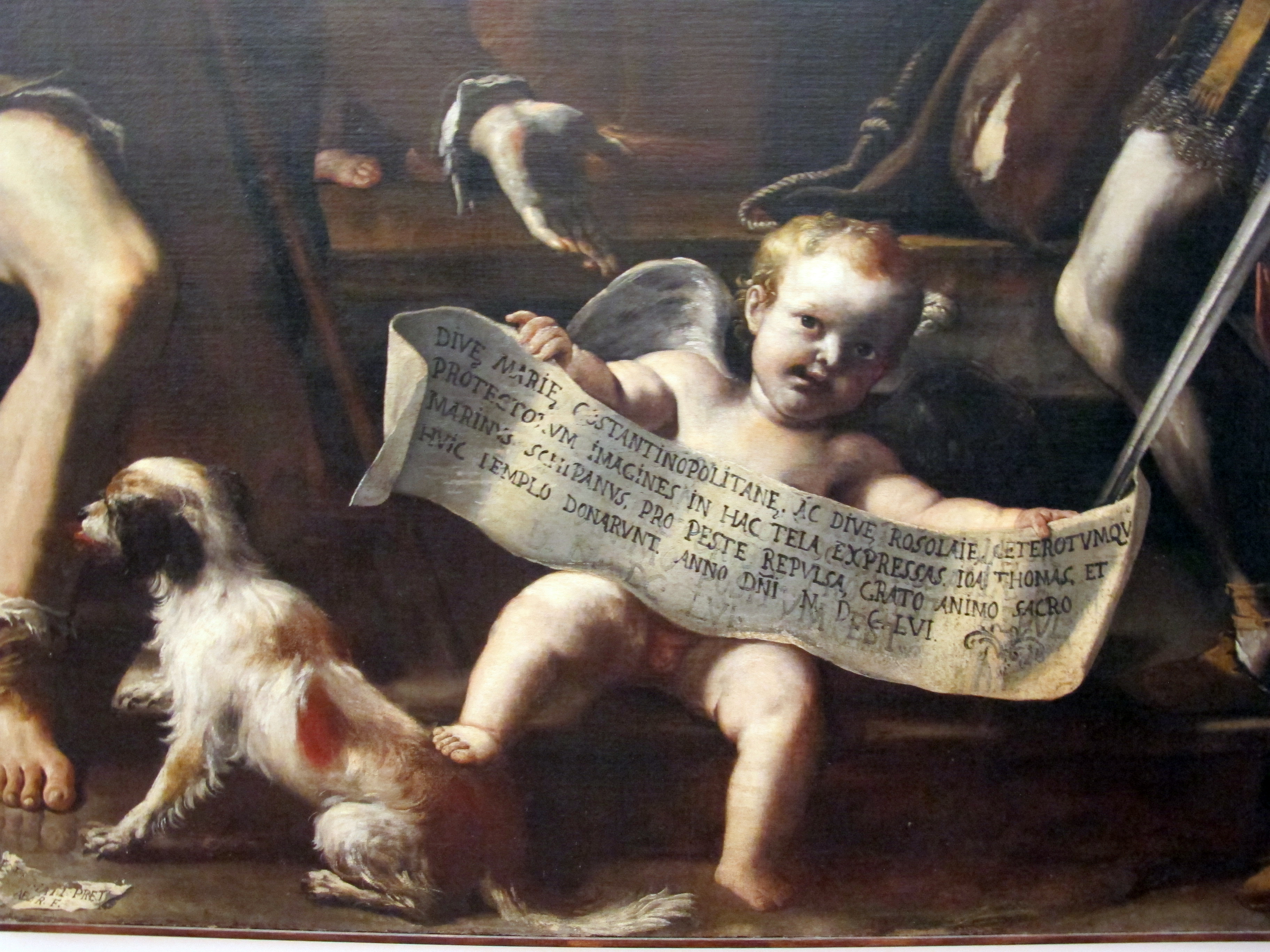
Dettaglio

A seguito del terremoto dell'Irpinia del 1980, la tela è stata prelevata e trasferita definitivamente, per motivi di sicurezza, al Museo nazionale di Capodimonte.
La valenza votiva del dipinto è confermata dalla presenza dei santi ritratti, tutti compatroni di Napoli: san Gennaro, in alto a destra, san Giuseppe, in alto a sinistra, san Rocco, in basso a sinistra, san Nicasio, in basso a destra, mentre il comparto centrale è infine riempito da santa Rosalia, che viene incoronata dalla Madonna col Bambino posta su un trono più in alto, a sua volta incoronata da un putto.
L'opera, una delle rare firmate dal pittore calabrese, nel cartiglio in basso a sinistra, riporta la data del 1656, pertanto tenendo conto del fatto che la pandemia iniziò a cessare sul finire di quell'anno, verosimilmente diventa plausibile ritenere che l'opera fosse stata eseguita negli ultimi mesi dello stesso anno. Il plasticismo delle figure ritratte dà concitazione e senso di movimento all'intera scena, mostrando rimandi diretti alla pittura emiliana barocca.
Nella parte in basso a sinistra della tela, in prossimità del cane (elemento questo che è ritratto anche nel Ritorno del figliol prodigo della versione di Capodimonte), si vede un chiaro ripensamento del pittore, ossia una prima stesura, poi ritratta, del piede di san Rocco.